# 陈洪武
陈洪武（1962年12月—），男，江苏淮安人，中华人民共和国书法家，中国书法家协会分党组书记、驻会副主席、秘书长，第十三届全国政协委员。